# Sascha Riether
Sascha Riether (ur. 23 marca 1983 w Lahr) – Były niemiecki piłkarz występujący na pozycji obrońcy. Wychowanek Freiburga, w swojej karierze grał także w takich zespołach jak VfL Wolfsburg, Köln, FC Schalke 04 oraz Fulham. Dwukrotny reprezentant Niemiec.
Obecnie zatrudniony w FC Schalke 04 jako koordynator działu licencyjnego.